# إيفان دين
إيفان دين (بالإنجليزية: Ivan Dean)‏ هو ضابط شرطة وسياسي أسترالي، ولد في 21 أبريل 1945 في هوبارت في أستراليا. انتخب عضو المجلس التشريعي التاسماني ‏ عن دائرة Electoral division of Windermere ‏ (3 مايو 2003 – ).